# موتورولا زووم
موتورولا زووم (بالإنجليزية:  Motorola Xoom)‏ هو حاسوب لوحي من صنع شركة موتورولا للهواتف النقالة.